# 제6대 레스터 백작 시몽 드 몽포르
제6대 레스터 백작 시몽 드 몽포르(Simon de Montfort, 6th Earl of Leicester, 1208년(추정) 5월 23일 ~ 1265년 8월 4일)는 영국의 정치인으로 6대 레스터 백작이자 1대 체스터 백작이다. 영국 의회의 창시자이기도 하다.
프랑스의 노르망디에서 동명이인인 제5대 레스터 백작 시몽 드 몽포르의 아들로 태어나 영국으로 건너왔으며 1238년 국왕 헨리 3세의 누이동생과 결혼하였으나, 헨리 3세가 대헌장을 무시하고 폭정을 하자, 이에 반대하는 귀족의 지도자가 되었다.
1258년 대헌장을 구체적으로 밝힌 옥스퍼드 조항을 왕으로 하여금 승인하게 하였다. 후에 왕이 이 조항을 안 지키자, 1264년 귀족군을 이끌고 왕군과 싸워 왕을 사로잡았다(루이스 전투). 1265년 그는 귀족·성직자·기사·시민 계급으로 이루어진 의회를 열었는데, 이것이 영국 국회(하원)의 기원이 되었다.
그러나 곧 헨리 3세의 아들 에드워드가 일으킨 반란으로 전사했다.

## 참고 자료
- 이 문서에는 다음커뮤니케이션(현 카카오)에서 GFDL 또는 CC-SA 라이선스로 배포한 글로벌 세계대백과사전의 내용을 기초로 작성된 글이 포함되어 있습니다.